# Denkmäler der Provinz Hebei
Die Denkmalliste der Provinz Hebei (chinesisch 河北省文物保護單位 / 河北省文物保护单位, Pinyin Héběi shěng wénwù bǎohù dānwèi – „Denkmäler der Provinz Hebei“) ist eine vom Amt für Kulturgegenstände der Provinz Hebei (河北省文物局,  Hebei sheng wenwu ju) in der Volksrepublik China aufgestellte Denkmalliste von geschützten historischen Stätten und Kulturgütern. Sie werden von der Volksregierung der Provinz Hebei bestimmt und vom Staatsrat der Volksrepublik China bekanntgegeben.
Die Liste umfasst bedeutende Stätten für Geschichte, Religion, Kunst und Wissenschaft: Gebäude, Gräber, alte Architektur, Klöster, Steininschriften und anderes.
Ein Teil der Denkmäler der Provinz Hebei steht auch auf der Liste der Denkmäler der Volksrepublik China.

Baoding |
Cangzhou |
Chengde |
Handan |
Hengshui |
Lángfāng |
Qinhuangdao |
Shijiazhuang |
Tangshan |
Xingtai |
Zhangjiakou

## Übersicht (nach Bezirken und ihren Kreisen usw.)
Die Schreibung erfolgte in Pinyin und mit chinesischen Schriftzeichen, jeweils mit Angabe der Liste.

### Shijiazhuang

#### Chang’an
- Wu Luzhen mu 吴禄贞墓 *
- Hebei-Museum *
- Dongyuan gucheng yizhi 东垣古城遗址
- Huabei zhiyaochang bangong lou 华北制药厂办公楼

#### Qiaodong
- Shijiazhuang dianbaoju yingye ting jiuzhi 石家庄电报局营业厅旧址
- Shijiazhuang Riben xianbing silingbu jiuzhi 石家庄日本宪兵司令部旧址

#### Qiaoxi
- Chongning zhen junbao beilou 崇宁真君庙牌楼
- Dong liang xiang shi zao xiang 东良厢石造像
- Baifo cun shi zao xiang 白佛村石造像
- Shijiazhuang shi zhengfu jiaoji chu 石家庄市政府交际处
- Zheng tai lu ju lu zhang bei 正太路局路章碑

#### Xinhua
- Pilu-Tempel 毗卢寺[1]
- Bai Qiu’en mu 白求恩墓
- Ke Dihua mu 柯棣华墓
- Tieshizi 铁狮子
- Zhao tuo xian ren mu 赵佗先人墓
- Shijiazhuang dashi qiao 石家庄大石桥
- Zhongguo renmin yinhang zonghang jiuzhi 中国人民银行总行旧址
- Yong’an qiao 永安桥
- Hezuo lu 81 hao yuan 合作路81号院
- Mao hua ting 懋华亭
- Zheng tai fandian 正太饭店
- Shijiazhuang cheliang chang fashi bieshu 石家庄车辆厂法式别墅

#### Yuhua
- Jianling gu mu 尖岭古墓
- Jianling shizaoxiang 尖岭石造像 *

#### Jingxingkuang
- Tianqi Tuoluoni jingchuang 天户陀罗尼经幢[1]
- Nanzhai Qingliang ge 南寨清凉阁
- Jingxing meikuang laojing, Huangguan ta 井陉煤矿老井、皇冠塔
- Jingxing meikuang zongban dalou 井陉煤矿总办大楼
- Zhengfeng kuang chang qu 正丰矿厂区
- Duan jia lou 段家楼
- Zhongyang renming guangbo diantai jiuzhi 中央人民广播电台旧址
- Jingxingkuang qu Nandagou wanrenkeng 井陉矿区南大沟万人坑

#### Luquan
- Tie hang huiguan 铁行会馆 *
- Shen hou gao shi min zhai 申后高氏民宅
- Baodushan shiku ji shike 抱犊山石窟及石刻
- Hanzhuang Longquan si jingchuang 韩庄龙泉寺经幢 *
- Gaozhuang Han mu 高庄汉墓
- Jinhe si dadian 金河寺大殿
- Tumenguan 土门关
- Gao liang qiao 膏梁桥

#### Gaocheng
- Meihua cun Can’an yizhi 梅花村惨案遗址
- Taixi yizhi 台西遗址[2]
- Qianxiguan xizhi 前西关遗址
- Jiumen chengzhi 九门城址
- Shishi jiazu mu 石氏家族墓
- Jin zhuang Shangdai yizhi 靳庄商代遗址
- Nandong Yuandai gumu qun 南董元代古墓群

#### Jinzhou
- Jinzhou Zhushi jiazu mudi 晋州朱氏家族墓地

#### Xinle
- Xinle wenmiao Dacheng dian 新乐文庙大成殿
- Fuxi tai yizhi 伏羲台遗址 *
- Xinle Yuhuang dian 新乐玉皇殿
- Xinle Qingzhensi 新乐清真寺
- Jin-Cha-Ji bianqu baozha yingxiong Li Hunzi zhilei jiuzhi 晋察冀边区爆炸英雄李混子制雷旧址, vgl. Shanxi-Chahar-Hebei-Grenzgebiet (Jin-Cha-Ji bianqu)
- Zhongtong Longwang miao 中同龙王庙

#### Shenze
- Shenze wenmiao Dacheng dian 深泽文庙大成殿
- Shenze zhenqu miao 深泽真武庙

#### Wuji
- Zhenshi muqun 甄氏墓群
- Nanliu cun Zhaoshi muqun 南流村甄氏墓地

#### Zhao
- Anji-Brücke 安济桥[3]
- Zhaozhou tuoluoni jingchuang 赵州陀罗尼经幢[3]
- Yongtong-Brücke[3]
- Pagode des Bailin-Tempels 柏林寺塔[2]
- Daguan shengzuo zhi bei 大观圣作之碑[4]
- Gu Song chengzhi 古宋城址
- Gele muqun 各子墓群
- Chanlin si shelita 禅林寺舍利塔
- Songcun yizhi 宋村遗址
- Xujia Guo hanmu 许家郭汉墓
- Li Xian mu 李宪墓
- Shuang miao yizhi 双庙遗址

#### Lingshou
- Youju si ta 幽居寺塔[4]
- Shipaifang 石牌坊
- Chenzhuang jianmiezhan jiuzhi 陈庄歼灭战旧址 *  *

#### Gaoyi
- Zhao nan xing citang 赵南星祠堂
- Fangzi cheng yizhi 房子城遗址
- Gaoyi Zhaocun gumu 高邑赵村古墓
- Qianqiu tai yizhi 千秋台遗址

#### Yuanshi
- Kaihua sita 开化寺塔
- Xizhang cun yizhi 西张村遗址
- Donghantai gumu 东韩台古墓
- Fenglongshan shiku 封龙山石窟
- Langgong Heshang ta 朗公和尚塔
- Changshan jun gu cheng zhi 常山郡故城址[2]
- Si san gong shan bei 祀三公山碑、Bai shi shen jun bei 白石神君碑
- Wu qiao 吴桥

#### Zanhuang
- Zhiping si shita 治平寺石塔[1]
- Li shi muqun 李氏墓群
- Wan po ding yizhi 万坡顶遗址

#### Pingshan
- Xibaipo Zhong-Gong Zhongyang jiuzhi 西柏坡中共中央旧址[5]
- Linshan Shifo tang 林山石佛堂
- Ximenwai yizhi 西门外遗址
- Zhongshan lingshou gucheng 中山灵寿故城[6]
- Tang Taizu mu 唐太子墓（taqun 塔群）
- Yujia Shan moya zaoxiang 瑜伽山摩崖造像
- Pingshan wenmiao 平山文庙
- Mimi shuidian jiuzhi 沕沕水电厂旧址
- Luohan ping jun gong lirshi jinianta 罗汉坪军工烈士纪念塔

#### Jingxing
- Qianfoya shiku 千佛崖石窟
- Fuqing si 福庆寺[2]
- Shizhuang bihua mu 柿庄壁画墓
- Longwo si shiku 龙窝寺石窟
- Jingxing guyidao 井陉古驿道[2]
- Biaocun Xinglong si 彪村兴隆寺
- Jingxing Chenghuang miao 井陉城隍庙
- Jingxing jiucheng 井陉旧城
- Jingxing wenmiao dadian 井陉文庙大殿
- Jingxing-Brennofen[4]
- Tongji qiao 通济桥
- Yujia cun gucun ta 于家村古村落 *
- Tangjianao gumuqun 唐家垴古墓群
- Jieshan shuyuan 皆山书院
- Tianchang zhen dashi qiao 天长镇大石桥
- Tianchang zhen 天长镇王家大院
- Honghecao cun Nie Rongzhen zhijunbu 洪河槽村聂荣臻指挥部 (Nie Rongzhen)
- Huabei yucai xiaoxue jiuzhi 华北育才小学旧址
- Gua yun shan liu zhuangshi tiao ya yizhi 挂云山六壮士跳崖遗址

#### Luancheng
- Luanwu tai yizhi 栾武台遗址
- Chaiwu tai gumu 柴武台古墓
- Qingming qiao 清明桥
- Luancheng xian wenmiao Dacheng dian 栾城县文庙大成殿

#### Zhengding
- Zhengding Kaiyuan si zhonglou ta 开元寺钟楼、塔[6]
- Wenmiao dadian 文庙大殿[1]
- Tianning si Lingxiao ta 天宁寺凌霄塔[6]
- Longxing-Kloster 隆兴寺[3]
- Hua-Pagode des Guanghui-Tempels[3]
- Linji si Chengling ta 临济寺澄灵塔[4]
- Da Tang Qinghe junwang jigong zai zheng zhi songbei 大唐清河郡王纪功载政之颂碑[4]
- Xiyangcun yizhi 西洋村遗址
- Xiaoke yizhi 小客遗址
- Xinchengpu yizhi 新城铺遗址
- Zhengding cheng 正定城
- Zhengding Wangshi jiazu mudi 正定王氏家族墓地
- Zhengding Liangshi zongci 正定梁氏宗祠

#### Xingtang
- Shengxian qiao 升仙桥
- Fengchong si 封崇寺
- Cun liuli dian 村琉璃殿
- Xingtang chenghuang miao dadian 行唐城隍庙大殿
- Xingtang wenmiao Dacheng dian 行唐文庙大成殿
- Xingtang xian kangri lieshi jinianta 行唐县抗日烈士纪念塔
- Lianglingkou moya zaoxiang 两岭口摩崖造像

### Tangshan

#### Lubei
- Dacheng shan 大城山遗址
- Tangshan gangtie gongsi julebu dizhen yiji 唐山钢铁公司俱乐部地震遗迹[2]
- Tangshan taoci chang bangong lou dizhen yiji 唐山陶瓷厂办公楼地震遗迹[2]

#### Lunan
- Hebei kuangye xueyuan yuan tushuguan lou dizhen yiji 河北矿冶学院原图书馆楼地震遗迹[2]
- Yuan Tangshan shi zhong dizhen yiji 原唐山十中地震遗迹[2]
- Jiche cheliang chang dizhen yiji 机车车辆厂地震遗迹[2]

#### Guye
- Duobao fota 多宝佛塔

#### Kaiping
- Shuangqiao yizhi 双桥遗址

#### Fengrun
- Panjiayu can’an yizhi 潘家峪惨案遗址[2]
- Dinghui si houdian 定慧寺后殿
- Chezhou shan Wuliang ge, ta 车轴山无梁阁、塔[2]
- Tiangong sita 天宫寺塔[2]
- Cheliang Shanzhong xueyuan jiaozhi 车轴山中学原校址[2]
- Panjiayu can’an rijun zhijunbu jiuzhi 潘家峪惨案日军指挥部旧址
- Diandi yizhi 龟地遗址
- Baigezhuang yizhi 白各庄遗址
- Gushicheng yizhi 古石城遗址
- Hanjiajie yizhi 韩家街遗址
- Tugen chengzhi 土垠城址
- Yuhuang ta 玉煌塔
- Jidong ershiwu xian lieshi lingyuan 冀东二十五县烈士陵园
- Zhang Peilun mu 张佩纶墓
- Zhang Renjun mu 张人骏墓

#### Zunhua
- Yongwang ta 永旺塔
- Qing dong ling 清东陵[3]
- Hongshankou xilou 洪山口戏楼
- Tangyuan yizhi 汤泉遗址
- Bao’an ta 保安塔

#### Qian’an
- Guacun yizhi 爪村遗址[2]
- Anxinzhuang yizhi 安新庄遗址
- Fengshan si yizhi 封山寺遗址
- Shanghu Liao mu 上炉辽墓
- Mashao xiaoshanzi yizhi 马哨小山子遗址
- Wanjun shan yizhi 万军山遗址
- Xiaodongzhuang gumuqun 小东庄古墓群
- Wulishan moya zaoxiang 五里山摩崖造像

#### Qianxi
- Jingzhong shan bixia yuanjun miao 景忠山碧霞元君庙
- Qi Jiguang zhen fu bei 戚继光镇府碑 (Qi Jiguang)
- Xizhai yizhi 西寨遗址[4]
- Hejiashan yizhi 贺家山遗址
- Dalingzhai Ming changcheng zhuanyao qun 大岭寨明长城砖窑群
- Dalingzhai Ming changcheng huiyao qun 大岭寨明长城灰窑群
- San tunying chengzhi 三屯营城址
- Xifengkou changcheng kangzhan jiuzhi 喜峰口长城抗战旧址

#### Luannan
- Pan jia dai zhuang can’an yizhi 潘家戴庄惨案遗址
- Cheng Zhaocai mu 成兆才墓
- Xiaojia zhuang Liantai si yizhi 小贾庄莲台寺遗址
- Xiaojia zhuang Handai gucheng zhanchang yizhi 小贾庄汉代古战场遗址
- Dongzhuangdian yizhi 东庄店遗址
- Xi zhang shi kan yizhi 西张士坎遗址

#### Yutian
- Jingjue si 净觉寺[2]
- Jiang Hao guju 江浩故居
- Meng jia quan yizhi 孟家泉遗址
- Caiting shiqiao 彩亭石桥
- Dawang zhuang Wangshi zongci 达王庄王氏宗祠

#### Laoting
- Li Dazhai guju 李大钊故居[6]
- Chaoyin si 潮音寺
- Du you cheng yizhi 独幽城遗址

#### Luan
- Langshitai yizhi 朗石台遗址
- Houqianyi yizhi 后迁义遗址
- Luan He Datieqiao 滦河大铁桥 (Große Eisenbrücke über den Luan He)
- Ketoushan zaoxiang (Luohan) 磕头山造像（罗汉）

### Qinhuangdao

#### Haigang
- Yaohua bolichang jiuzhi 耀华玻璃厂旧址
- Qinhuang daogangkou jindai jianzhuqun 秦皇岛港口近代建筑群[2]
- Nan dajie Choubu zhuang 南大街绸布庄

#### Shanhaiguan
- Wanli changcheng - Shanhaiguan 万里长城—山海关[3]
- Shanhaiguan Baguo lianjun junying jiuzhi 山海关八国联军军营旧址[2](Vereinigte acht Staaten * )
- Xianshi miao 先师庙
- Shanhaiguan fu dutong yashu yizhi 山海关副都统衙署遗址
- Tianzhong yugong guan 田中玉公馆
- Shanhaiguan jinxian dai tielu fushu juanzhu 山海关近现代铁路附属建筑

#### Beidaihe
- Beidaihe Qinxinggong yizhi 北戴河秦行宫遗址[1]
- Beidaihe Guanyin si 北戴河观音寺
- Mengjiang’an miao 孟姜女庙

#### Changli
- Shuiyan si yizhi 水岩寺遗址
- Shuangyang ta 双阳塔
- Xishan xhang Zhaojia laozhai 西山场赵家老宅
- Guizhen nüxueguan Guizhen lou 贵贞女学馆贵贞楼
- Yuanying sita 源影寺塔[4]
- Han wengong ci 韩文公祠

#### Funing
- Ban chang yuta 板厂峪塔
- Baofeng chansi 宝峰禅寺
- Tianma Shan shike 天马山石刻
- Bang shui ya guzhan chang beike 傍水崖古战场碑刻
- Beiniu ding Taiqing guan 背牛顶太清观
- Wanli changcheng - Jiumenkou 万里长城—九门口
- Banchang zhuanyao quan yizhi 板厂峪砖窑群遗址
- Baiyunshan Qingfu si yizhi 白云山庆福寺遗址

#### Lulong
- Lulong Tuoluoni jingchuang 卢龙陀罗尼经幢[2]
- Hongshan Changcheng caishichang yizhi 红山长城采石场遗址
- Bainong an 白衣庵
- Yongping fu chengqiang 永平府城墙
- Tianzhujiao Yongping zhujiao fu jiudao yuan 天主教永平主教府修道院

### Handan

#### Congtai
- Wulong Congtai 武灵丛台
- Handan zhanlanguan jianzhuqun 邯郸展览馆建筑群

#### Hanshan
- Zuo Quan mu 左权墓
- Jin-Ji-Lu-Yu lieshi lingyuan 晋冀鲁豫烈士陵园
- Matou gumu 马头古墓
- Handan qiyi zhihui bu jiuzhi 邯郸起义指挥部旧址
- Tongji qiao 通济桥

#### Fuxing
- Chajinling muqun 插箭岭墓群
- Zhao Handan hucheng 赵邯郸故城[3]
- Wanglang chengzhi 王郎城址
- Chajianling yizhi 插箭岭遗址

#### Fengfeng Kuang
- Xiangtangshan-Grotten 响堂山石窟[3]
- Sihoupo shiku 寺后坡石窟
- Gudi dao 古地道
- Canglongshan shiku 苍龙山石窟
- Laoyeshan shifo an 老爷山石佛龛
- Fengfeng yuhuang ge 峰峰玉皇阁[2]
- Fengyue guan 风月关

#### Wu’an
- Jin-Ji-Lu-Yu junqu jiuzhi 晋冀鲁豫军区旧址 (Shanxi-Hebei-Shandong-Henan-Grenzregion)[2]
- Qianfo dong shiku 千佛洞石窟
- Wu’an shelita 武安舍利塔
- Beicong jing zaoxiang bei 北丛井造像碑
- Gu song shan si zhong qi wie mingji bei 古嵷山寺重起为铭记碑
- Dingjin changuo si beike 定晋禅果寺碑刻
- Gulian tielu 古炼铁炉
- Cishan yizhi 磁山遗址[6]
- Niuwabao yizhi 牛洼堡遗址
- Zhaoyao yizhi 赵窑遗址
- Wuji gucheng 午汲古城
- Guzhen gucheng 固镇古城
- Xidianzi gucheng 西店子古城
- Guzhen tieye yezhi 固镇铁冶遗址
- Fahua dong shiku 法华洞石窟
- Yanping si shita 沿平寺石塔
- Xiyingjing jingchuang 西营井经幢
- Tianqing si dadian 天青寺大殿
- Wu’an chenghuang miao 武安城隍庙
- Xiwannian yizhi 西万年遗址
- Dongdahe yizhi 东大河遗址
- Niantou yizhi 念头遗址
- Dongwannian yizhi 东万年遗址
- Beitiancun yizhi 北田村遗址
- Paihuai yizhi 徘徊遗址
- An’enzhuang yizhi 安二庄遗址
- Yicheng gucheng 邑城古城
- Ziluo gumuqun 紫罗古墓群
- Nangang ta 南岗塔
- Jiujiang shengmu miao 九江圣母庙
- Jingming si 净明寺
- Hejin shizi ge 贺进十字阁
- Chanfang si 禅房寺
- Nanhe dinan ge 南河底南阁
- Guojia zhuangyuan 郭家庄园
- Baijia zhuang moya zaoxiang 白家庄摩崖造像
- Wangshun zhuangyuan 王顺庄园
- Dongtong Sangshu di yizhi 东洞桑树地遗址
- Boyan lishi jianzhuqun 伯延历史建筑群
- Shaming xilpou ji Longwang miao 沙洺戏楼及龙王庙
- Yufeng ta 玉峰塔
- Shucun Zhujia zhuangyuan 淑村朱家庄园
- Anziling gucunluo ji shanzhai 安子岭古村落及山寨
- Wu’an guchengqiang 武安古城墙
- Dazhi si 大智寺
- Zhangshi jiexiaofang 张氏节孝坊
- Bailin houtu ci ji shike 柏林后土祠及石刻
- Zhaoguo Yi yang nan jie shike 赵国易阳南界石刻
- Ruiyun an shike 瑞云庵石刻
- Huiguo si shike 慧果寺石刻
- Dahezhuang yingbi 大贺庄影壁

#### Daming
- Direnjie citang bei 狄仁杰祠堂碑
- Luorang bei 罗让碑
- Ma Wencao shendaobei 马文操神道碑
- Zhu Xi xie jing bei 朱熹写经碑
- Wu liji bei 五礼记碑[2]
- Wan ti gu mu 万堤古墓
- Daming tianzhu jiaotang 大名天主教堂
- Daming fu cheng zhi 大名府城址[2]
- Guo Bin mu 郭彬墓
- Daming guchengqiang 大名古城墙
- Shagedajiebei 沙圪塔诫碑
- Xuanshenghui yiyuan jiuzhi 宣圣会医院旧址

#### Wei
- Weixian Liushi jiazu mudi 魏县刘氏家族墓地

#### Quzhou
- Quzhou Duanshi jiazu mudi 曲周段氏家族墓地

#### Feixiang
- Doumo mubei 窦默墓碑
- Pingyuanjun Zhaosheng mu 平原君赵胜墓

#### Cheng’an
- Handan zhanyi geming lieshi muqun 邯郸战役革命烈士墓群

#### Linzhang
- Yecheng yizhi 邺城遗址[6]
- Cao Huang mu 曹奂墓

#### Ci
- Chenghuang miao dadian 城隍庙大殿
- Xiaqiyuan yizhi 下七垣遗址
- Jingwu chengzhi 讲武城址[2]
- Cixian Beichao muqun 磁县北朝墓群[6]
- Cixian Cuifu junmiao 磁县崔府君庙
- Zhaowang miao shike 赵王庙石刻
- Dongwushi yizhi 东武仕遗址
- Cizhou-Brennofen[1]
- Cixian Fuyang qiao 磁县滏阳桥
- Lufengshan beike 炉峰山碑刻

#### She
- Balujun yi'erjiu shisi lingbu, Zhengzhi bu jiuzhi 八路军一二九师司令部、政治部旧址[1]
- Jin-Ji-Lu-Yu kangri xunguo lieshi gongmu jiuzhi 晋冀鲁豫抗日殉国烈士公墓旧址 (Shanxi-Hebei-Shandong-Henan-Grenzregion)
- Jin-Ji-Lu-Yu junqu Xida bingong chang jiuzhi 晋冀鲁豫军区西达兵工厂旧址(Shanxi-Hebei-Shandong-Henan-Grenzregion)
- Qianfo dong shiku 千佛洞石窟
- Wa huanggong 娲皇宫[1]
- Qingquan si 清泉寺
- Linwang shiku 林旺石窟
- Foyan nao shifo an 佛岩脑石佛龛
- Yuquan si dadian 玉泉寺大殿
- Chengtang miao shanmen, Xilou 成汤庙山门、戏楼[2]
- Chongqing-Tempel 崇庆寺
- Xi xu zhai fu si 西戌昭福寺
- Guxin dong yangguan 固新洞阳观
- Tushi xianying 涂氏先茔
- Aiyejiao shiku 艾叶交石窟
- Tanggou shiku 堂沟石窟
- Xinqiao yizhi 新桥遗址
- Changle Longwang miao 常乐龙王庙
- Xiangfu si shike 祥符寺碑刻
- Jin-Ji-Lu-Yu bianqu zhengfu jiuzhi 晋冀鲁豫边区政府旧址

#### Yongnian
- Wenmiao dadian 文庙大殿
- Yongnian cheng 永年城[2]
- Hingji qiao 弘济桥[2]
- Fuyang Hexi ba zha 滏阳河西八闸
- Zhushan shike 朱山石刻
- Fang tou gu zhong 方头固冢
- Wenyao lingtai 温窑陵台
- Shibeikou yizhi 石北口遗址[2]
- Yiyang chengzhi 易阳城址
- Zhaohuiwangci yizhi 昭惠王祠遗址
- Yang Luchan, Wu Yuxiang guju 杨露禅、武禹襄故居
- Yongnian Zhaoshi jiazu mudi 永年赵氏家族墓地
- Yongnian Xushi jiazu mudi 永年徐氏家族墓地
- Hu Zan mu 胡瓒墓
- Wu Ruqing guju (Wujia dayuan) 武汝清故居（武家大院）

#### Guantao
- Wang Zhanyuan zongci 王占元宗祠 (Wang Zhanyuan)

#### Handan
- Lü xian ci (Huang liang meng) 吕仙祠（黄粱梦）
- Sanling muqun 三陵墓群[4]
- Lincun muqun 林村墓群
- Beizhangzhuangqiao muqun 北张庄桥墓群
- Jiangou yizhi 涧沟遗址
- Guitai yizhi 龟台遗址
- Shengjinggang Longshen miao 圣井岗龙神庙
- Yue Yi mu 乐毅墓

### Xingtai
- Shunde fu wenmiao Dacheng dian 顺德府文庙大成殿
- Xingtai Tianning si 邢台天宁寺
- Xingtaidao jingchuang 邢台道经幢
- Kaiyuan si (Xingtai) 开元寺[2]
- Qingfeng lou 清风楼
- Xingtai Huoshen miao 邢台火神庙
- Luchenggang chengzhi 鹿城岗城址
- Caoyanzhuang yizhi 曹演庄遗址

#### Qiaodong
- Qilihe yulu shiqiao 七里河御路石桥
- Zhili di-si chuji shuyuan xuejia jiuzhi 直隶第四初级师范学校旧址

#### Qiaoxi
- Xinghou mudi 邢侯墓地[2]
- Jinhua rijun diaobao 侵华日军碉堡

#### Nangong
- Putong ta 普彤塔
- Songjun bei 宋君碑
- Balujun „yi’erjiu shi“ shi dongjin zongdui siling bu jiuzhi 八路军“一二九”师东进纵队司令部旧址
- Zhong xiu nan gong xian xue bei 重修南宫县学碑
- Hou di ge yizhi 后底阁遗址
- Xiaoguancun yizhi 小关村遗址
- Nangong baishi jiazu mudi 南宫白氏家族墓地
- Zhenshui lou 镇水楼
- Ji-Lu-Yu bianqu kangri genju di 冀鲁豫边区抗日根据地

#### Shahe
- Sing Jing bei 宋璟碑[2]
- Guangyangshan shiku 广阳山石窟

#### Lincheng
- Puli sita 普利寺塔[4]
- Lincheng ciyaozhi 临城瓷窑址
- Baiyang cheng yizhi 柏畅城遗址
- Xizhen Lishi mu 西镇李氏墓
- Qiaoshi muqun 乔氏墓群
- Buyaocun yizhi 补要村遗址
- Lincheng meikuang yizhi 临城煤矿遗址
- Hama qiao 蛤蟆桥
- Panshi zhenjie fang 潘氏贞节坊
- Xibo ting ji Hucheng shidi 息波亭及护城石堤

#### Neiqiu
- Bian Que miao 扁鹊庙[2]
- Han Jue mu 韩厥墓
- Zhongzhangqian foge 中张千佛阁
- Wang jiao tai niu wang miao 王交台牛王庙
- Neiqiu Songdai jia mudi 内邱宋代家族墓地

#### Baixiang
- Jiu mu zhen jie bei 贾母贞节碑

#### Longyao
- Longyao bei ke qun 隆尧碑刻群
- Boren chengzhi 柏人城址
- Tang ling 唐陵[2]
- Yao shan chengzhi 尧山城址
- Ren’ao mu 任敖墓

#### Ren
- Zhanghuo cun si miao yizhi 张霍村寺庙遗址
- Youya mu 游雅墓

#### Nanhe
- Nanhe zaixiang bei 南和造像碑
- Lishuishi qiao bei 澧水石桥碑
- Wu cun gu mu 吴村古墓
- Zuo cun gu mu 左村古墓
- Zhu Zhengse mu 朱正色墓

#### Ningjin
- Tadi cun gumu 塔底村古墓
- Caoding mu 曹鼐墓

#### Julu
- Julu gucheng yizhi 巨鹿故城遗址

#### Guangzong
- Shaqiu pingtai yizhi 沙丘平台遗址
- Guangzong guanzhu zhengtang 广宗官署正堂

#### Pingxiang
- Beichai cun zaoxiang bei 北柴村造像碑
- Pingxiang wenmiao dacheng dian 平乡文庙大成殿
- Zoushi muqun 邹氏墓群
- Xiaojia meihua quan chuang shiren Zhang Congfu mu 小架梅花拳创始人张从富墓
- Wanggu yizhi 王固遗址
- Zhangjiatun yizhi 张家屯遗址
- Dongjiacun simiao yizhi 董家村寺庙遗址
- Xinggu si 兴固寺
- Pingxiang daguan shengzuo zhi bei 平乡大观圣作之碑
- Julu juncheng 钜鹿郡城遗址

#### Wei
- Wei xian Mile jingchuang 威县弥勒经幢
- Yihe quan yishiting 义和拳议事厅[2]
- Wang Jun mu 王浚墓
- Guangzong wang Liu Ruyi mu 广宗王刘如意墓
- Wang bo da mu 王伯大墓

#### Qinghe
- Zhongzi cun gumu 冢子村古墓
- Ducun yizhi 杜村遗址
- Beizhou chengzhi 贝州城址

#### Linxi
- Linqing gucheng yizhi 临清古城城址
- Baliquan qingzhensi 八里圈清真寺

#### Xingtai
- Nan liang she zaoxiang bei 南良舍造像碑
- Tianmayang zhuangyuan 田麻痒庄园
- Qian nan yu kangri junzheng daxue jiuzhi 前南峪抗日军政大学旧址
- Lingxiao shanzhai 灵霄山寨
- Yingtan guzhai 英谈古寨

### Baoding

#### Beishi
- Baoding lujun junguan xuexiao yizhi 保定陆军军官学校遗址 (Baoding Militärakademie des Heeres)[2]
- Zhili shenpan ting 直隶审判厅

#### Nanshi
- Huaijun gongsuo 淮军公所
- Gulianchi 古莲池[4]
- Deci ge 大慈阁[2]
- Zhonglou 钟楼
- Yude zhongyue jiuzhi 育德中学旧址[2]
- Qinghe daishu 清河道署
- Zhili zongdushu 直隶总督署[6]
- Baoding “Daoxiangcun” gaodianpu 保定“稻香村”糕点铺
- Baoding tianzhu jiaotang 保定天主教堂
- Guangyuan 光园

#### Dingzhou
- Liaodi-Pagode[3]
- Jingzhi sita Jidi gong 静志寺塔基地宫[2]
- Jingzhongyuan tatidi gong 净众院塔基地宫[2]
- Dadao guan 大道观[2]
- Dingxian wenmiao 定县文庙
- Kaopeng 考棚
- Beizhuang Hanmu shike 北庄汉墓石刻
- Dingxian Hanmu qun 定县汉墓群[4]
- Wang Hao zhuangyuan 王灏庄园
- Dingzhou Nancheng men 定州南城门
- Dingzhou bei ke qun 定州碑刻群
- Dingzhou Dongguan yizhi 定州东关遗址
- Zhaocun
- Xigande yizhi 西甘德遗址
- Dingzhou Shifosi yizhi 定州石佛寺遗址
- Dingzhou Dongguan muqun 定州东关墓群
- Datun muqun 大屯墓群
- Zongsitun muqun 总司屯墓群
- Dingzhou qingzhensi 定州清真寺
- Yan Yangchu jiuju 晏阳初旧居[2]
- Qingfeng dian zhanyi jiuzhi 清风店战役旧址
- Beituan lieshi lingyuan 北疃烈士陵园

#### Zhuozhou
- Yunju sita 云居寺塔[4]
- Zhidu sita 智度寺塔[4]
- Gaoguan zhuang muqun 高官庄墓群
- Banbi dian muqun 半壁店墓群
- Shiqiuzhuang gumu 史邱庄古墓
- Xiahuliang qiao 下胡良桥
- Jinmenzha 金门闸[2]
- Zhuozhou Yongji qiao 涿州永济桥[2]
- Zhuozhou Qingxing gong 涿州清行宫
- Lousang miao sanyi gong 楼桑庙三义宫
- Zhuozhou Xuegong (Wenmiao) 涿州学宫（文庙）
- Qinggang yizhi 青岗遗址
- Dongxian Podu cun yizhi 东仙坡杜村遗址
- Zhuozhou Yaowang miao 涿州药王庙
- Zhuozhou Gucheng qiang 涿州古城墙
- Yong'an sita 永安寺塔

#### Anguo
- Wuren qiao 伍仁桥[2]
- Anguo Yaowang miao 安国药王庙[4]
- Guan Hanqing mu 关汉卿墓

#### Gaobeidian
- Kaishan si 开善寺[1]
- Wuyou si guanyin xiang 天佑寺观音像

#### Yi
- Wu yongshi tiao ya chu 五勇士跳崖处
- Yixian daide jingchuang 易县道德经幢[1]
- Sheng ta guan ta 圣塔院塔[2]
- Shuang ta an dong xi shuang ta 双塔庵东西双塔
- Yanzi cun ta 燕子村塔
- Yanxia du yizhi 燕下都遗址[3]
- Congzang muqun 丛葬墓群
- Westliche Qing-Gräber 清西陵[3]
- Yixian qingzhensi 易县清真寺
- Tayu cun qianfo baota 塔峪村千佛宝塔
- Zhenguo si shifo 镇国寺石佛
- Zijingguan[1]
- Qili zhuang yizhi 七里庄遗址

#### Xushui
- Liuling 刘伶墓
- Zhang Hua mu 张华墓
- Nanzhuang tou yizhi 南庄头遗址[4]
- Suicheng yizhi 遂城遗址
- Fangling Hanmu 防陵汉墓
- Dachiku yizhi 大赤鲁遗址
- Liuling zuijiu chang gu shaoguo yizhi 刘伶醉酒厂古烧锅遗址[2]
- Puhe yizhi 瀑河遗址

#### Laiyuan
- Xingwen ta 兴文塔[2]
- Geyuan si 阁院寺[1]
- Nantun yizhi 南屯遗址
- Jiacun yizhi 甲村遗址
- Huangtuling hanyi jiuzhi 黄土岭战役旧址

#### Shunping
- Wuhou ta 伍侯塔
- Zicheng yizhi 子城遗址
- Yaoshan Wangshi zhangyuan 腰山王氏庄园[4]
- Yechang can’an yizhi 野场惨案遗址

#### Tang
- Jiu-Cha-Ji bianqu lieshi lingyuan 晋察冀边区烈士陵园 (Shanxi-Chahar-Hebei-Grenzgebiet)
- Beichengzi yizhi 北城子遗址
- Mingfu shiku 明伏石窟
- Hongcheng gucheng zhi 洪城古城址
- Beifangshui yizhi 北放水遗址
- Dongduting yizhi 东都亭遗址
- Xingguo si dadian 兴国寺大殿
- Fugongchan shita 孚公禅师塔
- Guangshan yanxi si 广善延禧寺
- Wofo si moya zaoxiang 卧佛寺摩崖造像

#### Wangdu
- Han-Gräber von Wangdu 所药村壁画墓[2]

#### Laishui
- Zhenjiang ta 镇江塔
- Xigang ta 西岗塔[2]
- Huangfu sita 皇甫寺塔
- Dalongmen moya shike 大龙门摩崖石刻
- Yixian qinwang wangmu 怡贤亲王墓[2]
- Qinghua si Huata 庆化寺华塔[4]
- Jinshan si shelita 金山寺舍利塔
- Laishui Chenghuang miao 涞水城隍庙
- Loucun Sanyi miao dadian 娄村三义庙大殿
- Beibian qiao yizhi 北边桥遗址
- Beizhuang yizhi 北庄遗址
- Fuwei yizhi 富位遗址
- Zhangjiawa yizhi 张家洼遗址

#### Gaoyang
- Buli cun Liufa qingongjianxue gongxi xuejiao jiuzhi 布里村留法勤工俭学工艺学校旧址[2]
- Gaoyang Lishi jiazu mudi 高阳李氏家族墓地

#### Anxin
- Liucun yizhi 留村遗址
- Liangzhuang yizhi 梁庄遗址
- Chen Diaoyuan zhuangyuan 陈调元庄园 (Chen Diaoyuan)
- Shanxi cun zhuanta 山西村砖塔

#### Xiong
- Chen Zizheng guju 陈子正故居

#### Rongcheng
- Shangpo yizhi 上坡遗址
- Liangmatai yizhi 晾马台遗址
- Nanyang yizhi 南阳遗址[2]

#### Li
- Da Songtai gumu 大宋台古墓
- Ying Sanlang mu 影三郎墓 (Ying Sanlang)
- Baichi yizhi 百尺遗址
- Qigai mu 齐盖墓
- Li Shugu mu 李恕谷墓

#### Quyang
- Bahui si shifo an 八会寺石佛龛
- Xiude sita 修德寺塔[2]
- Beiyue miao 北岳庙[5]
- Diaoyutai-Stätte[2]
- Menglianghe yizhi 孟良河遗址
- Ding-Brennofen[6]
- Sanxiao Shengmu dian 三霄圣母殿
- Qinghua si shifo 清化寺石佛
- Xingshan si ji xialou 行善寺及假楼
- Jiduyan moya shike 济渎岩摩崖石刻
- Wangzi shanyuan (Wangzi si) yizhi 王子山院（王子寺）遗址
- Wang Chuzhi mu 王处直墓
- Quyang Zhaoshi jiazu mudi 曲阳赵氏家族墓地

#### Fuping
- Jin-Cha-Ji junqu silingbu jiuzhi 晋察冀军区司令部旧址[1]
- Cangshan shifotang 苍山石佛堂

#### Boye
- Wangzi fen 王子坟
- Xingguo si shita 兴国寺石塔[2]
- Yanxizhai citang 颜习斋祠堂

#### Mancheng
- Yecuo yizhi 夜借遗址
- Yaozhuang yizhi 要庄遗址
- Han-Gräber in Mancheng 满城汉墓[6]
- Zhang Rou mu 张柔墓[2]
- Fangshun qiao 方顺桥

#### Qingyuan
- Stätte des Tunnelkriegs von Ranzhuang[3]
- Peng Yue mu 彭越墓
- Song zu ling 宋祖陵

#### Dingxing
- Yi ci hui shi zhu 义慈惠石柱[3]
- Ci yun ge 慈云阁[1]
- Wolonggang yizhi 卧龙岗遗址
- Dingxing wenmiao Dachengdian 定兴文庙大成殿

### Zhangjiakou

#### Qiaodong
- Jin-Cha-Ji junqu siling bu jiuzhi 晋察冀军区司令部旧址
- Chahar ningming xiehui jiuzhi 察哈尔农民协会旧址
- Aiwulu Feng Yuxiang jiangjun 爱吾庐冯玉祥将军 (Feng Yuxiang)

#### Qiaoxi
- Chahar dutong shu jiuzhi (Dewang fu) 察哈尔都统署旧址（德王府）[2]
- Yunquan si 云泉寺
- Wenchang ge 文昌阁
- Zhangjiakou bao 张家口堡
- Zhenggoujie moya shike 正沟街摩崖石刻

#### Xuanhua
- Qingyuan lou 清远楼[6]
- Zhenshou lou 镇朔楼[1]
- Xuanhua cheng 宣化城[6]
- Wulong bi 五龙壁
- Zhang Shiqing bihua mu 张世卿壁画墓
- Chahar minzhu zhengfu jiuzhi (Tianzhu jiaotang) 察哈尔民主政府旧址（天主教堂）
- Shi’en si dadian 时恩寺大殿[2]
- Xiabali-Gräber[1]
- Lihua sita 立化寺塔
- Zhili sheng lidi shiliu zhongxuejiao 直隶省立第十六中学校

#### Xiahuayuan
- Mengjia fen minzhai 孟家坟民宅
- Xiahuayuan shiku 下花园石窟

#### Zhangbei
- Qianyangpo yizhi 前阳坡遗址
- Baichengzi yizhi 白城子遗址
- Su-Meng lianjun lieshi jinianta 苏蒙联军烈士纪念塔

#### Kangbao
- Xiaolancheng yizhi 小兰城城址
- Xitucheng yizhi 西土城城址

#### Guyuan
- Shuzhuang lou 梳妆楼[4]
- Jiuliancheng yizhi 九连城遗址[2]
- Xiaohong chengzi yizhi 小宏城子遗址[2]
- Dahongcheng yizhi 大宏城城址
- Shitoucheng yizhi 石头城遗址

#### Shangyi
- Dasuji yizhi 大苏计遗址
- Bibinao 贲贲淖遗址
- Xinmiaocun bei yizhi 新庙村北遗址

#### Wei
- Nan'an sita 南安寺塔[4]
- Yuhuang ge 玉皇阁[1]
- Yang bei 杨碑
- Zhuangke yizhi 庄窠遗址
- Sanguan yizhi 三关遗址
- Daiwang chengzhi 代王城址[4]
- Daiwangcheng muqun 代王城墓群
- Jinhe si Xuankong an ta qun 金河寺悬空庵塔群
- Weizhou Shijia si 蔚州释迦寺[4]
- Weizhou Zhenwu miao 蔚州真武庙[2]
- Nuanquan Huayan si 暖泉华严寺[2]
- Yuzhou Guandi miao 蔚州关帝庙
- Preisregulierungsgetreidespeicher im Kreis Yu[2]
- Yuzhou Lingyan si 蔚州灵严寺[2]
- Zhongtai si 重泰寺
- Xigu bao 西古堡[2]
- Danhoucun Guandi miao shiqigan 单侯村关帝庙石旗杆
- Dongpo yizhi 东坡遗址
- Taizi Liang mu qun 太子梁墓群
- Tianqi miao 天齐庙
- Jihuang lou 吉星楼
- Yuanzhuang dengyingtai 苑庄灯影台
- Fengshan si 峰山寺
- Mile si 弥勒寺
- Nanliuzhuang Taishan miao 南留庄泰山庙
- Daiwang cheng Sanmian xilou ji 代王城三面戏楼
- Weixian Caishen miao 蔚县财神庙
- Gucheng si 故城寺
- Beifang cheng zhen wu miao 北方城真武庙
- Songjiazhuang yaxin xilou 宋家庄穿心戏楼
- Yuquan si 玉泉寺
- Nanliuzhuang Guandi miao 南留庄关帝庙
- Nuanquan dangpu 暖泉当铺
- Shazipo laojun guan 沙子坡老君观
- Suguanbao Huayan si 苏官堡华严寺
- Xigao zhuang yuhuang miao 西高庄玉皇庙
- Xibeijiang Taishan miao 西北江泰山庙
- Weixian chenghuang miao 蔚县城隍庙

#### Yangyuan
- Niewan yizhi 泥河湾遗址[4]
- Xiaochangliang yizhi 小长梁遗址
- Houjiayao yizhi 侯家窑遗址
- Hutouliang yizhi 虎头梁遗址
- Shujiu sita 澍鹫寺塔
- Yangyuan yuhuang ge 阳原玉皇阁
- Dongguta yizhi 东谷坨遗址
- Zhulin si yizhi 竹林寺遗址

#### Huai’an
- Zhaohua si 昭化寺[4]
- Zhaojia yaomuqun 赵家窑墓群
- Gengjiatun muqun 耿家屯墓群
- Shuigoukou yizhi 水沟口遗址
- Xidaya yizhi 西大崖遗址
- Zhangjiatun Liao mu 张家屯辽墓
- Shizhatun jin-Hua rijun diaobao 水闸屯侵华日军碉堡
- Xiyanghe chengqiang 西洋河城墙

#### Wanquan
- Laonongwan muqun 老农湾墓群
- Wanquan weicheng 万全卫城
- Xianmalin Huangyu ge 洗马林玉皇阁[2]
- „Baling’er“ junshi yanxi guahlitai “八O二”军事演习观礼台
- Xi ma lin cheng 洗马林城
- Jiuyangtun xilou 旧羊屯戏楼

#### Huailai
- Zhenbian cheng 镇边城
- Jiming yicheng 鸡鸣驿城[4]
- Mazhan yizhi 马站遗址
- Xinbao’an zhanyi yiji 新保安战役遗迹

#### Chicheng
- Dishui ya shiku 滴水崖石窟
- Chaoyang dong ta 朝阳洞塔
- Chichng gulou 赤城鼓楼
- Zhongguang ta 重光塔
- Changchungou ta qun 长春沟塔群
- Longmen ya moya shike 龙门崖摩崖石刻
- Lingzhen guan yizhi 灵真观遗址
- Donggou bihua mu 东沟壁画墓
- Yang Hong mu 杨洪墓
- Pingbei kangri genu judi jiuzhi 平北抗日根据地旧址
- Dushikou zhuangwa yao yizhi qun 独石口砖瓦窑遗址群
- Duiyun sita (Wenquan ta) 瑞云寺塔(温泉塔)
- Du shi kou cheng 独石口城
- Huguo si shiku 护国寺石窟
- Wenquan beike 温泉碑刻

#### Chongli
- Shizuizi yizhi 石嘴子遗址

#### Xuanhua
- Bailin si 柏林寺
- Guanzikou yizhi 关子口遗址
- Xiaobaiyang muqun 小白阳墓群
- Beixinbao muqun 北辛堡墓群
- Fozhen sheli yi luo ni ta 佛真猞猁迤逻尼塔
- Kaiyang bao 开阳堡

#### Zhuolu
- Zhenshui ta 镇水塔
- Zhuolu gulou 涿鹿鼓楼
- Xiasha he yizhi 下沙河遗址
- Chiyou zhai yizhi 蚩尤寨遗址
- Zhuolu gucheng zhi (Huangdi cheng) 涿鹿故城址（黄帝城）
- Yanfengshan ju cnahshi lingta 燕峰山炬禅师灵塔
- Zhuolu Guanyin si 涿鹿观音寺
- Baofeng si 宝峰寺
- Zhuolu qingzhensi 涿鹿清真寺

### Chengde

#### Shuangqiao
- Rehe dutong shu jiuzhi 热河都统署旧址
- Chengde chenghuang miao 承德城隍庙[2]
- Sulian hongjun lieshi jinianbei 苏联红军烈士纪念碑
- Sommerpalast 避暑山庄[3]
- Puren si 溥仁寺[4]
- Puning-Tempel 普宁寺[3]
- Anyuan-Tempel 安远庙[6]
- Puyou si 普佑寺[2]
- Pule-Tempel 普乐寺[3]
- Putuo-Zongcheng-Tempel 普陀宗乘之庙[3]
- Shuxiang si 殊像寺[6]
- Xumi-Fushou-Tempel[3]
- Luohan tang 罗汉堂
- Shou wang fen tong ye yizhi 寿王坟铜冶遗址
- Sifang dong yizhi 四方洞遗址
- Wuyaogou guyao yizhi 五窑沟古窑遗址
- Guang’an si yizhi 广安寺遗址
- Panchuifeng moya zaoxiang 磐锤峰摩崖造像
- Yongquangou zhen „wanrenkang“ yizhi 水泉沟镇“万人坑”遗址

#### Shuangluan
- Linxiao guan 琳霄观
- Damiaocun baolou 大庙村炮楼

#### Xinglong
- Wulingshan qingloajng jie shike 雾灵山清凉界石刻
- Xiao xi tian san zhuang shi mu 小西天三壮土墓
- Fujianggou yizhi 付将沟遗址
- Ping an bao tu cheng zi cheng yi 平安堡土城子城址
- Dao liu shui jin kuang yizhi 倒流水金矿遗址
- Liu bi zi „ren quan“ yizhi 六拨子“人圈”遗址
- Moguyu „ren quan“ yizhi 蘑菇峪“人圈”遗址

#### Pingquan
- Huizhou cheng 会州城[2]
- Bawanggou muqun 八王沟墓群
- Shiyang shihu muqun 石羊石虎墓群
- Dingzicheng yizhi 顶子城遗址
- Pingquan qingzhensi 平泉清真寺
- Dapingliang yizhi 太平梁遗址
- Huazi dong yizhi 化子洞遗址
- Tongzhangzi yizhi 佟杖子遗址
- Qiannangou yizhi 铅南沟遗址

#### Luanping
- Xiaochengzi chengzhi 小城子城址
- Xingzhou gucheng 兴州古城
- Xiaochengzi xishan muqun 小城子西山墓群
- Houtaizi yizhi 后台子遗址
- Paotai shan yizhi 炮台山遗址
- Jinshanling 金山岭长城[6]
- Qionglan si 穹览寺
- Qingcheng si 庆成寺
- Xingzhou xinggong 兴州行宫
- Shifoliang yizhi 石佛梁遗址
- Luanping tielu suidao yizhi 滦平铁路隧道遗址

#### Longhua
- Longhua tuchengzi chengyi 隆化土城子城址
- Shifokou moya zaoxiang 石佛口摩崖造像
- Tai ji ying pu ning si 台吉营普宁寺
- Kaolaoshan yizhi 栲栳山遗址
- Shibali taixi lou 十八里汰戏楼
- Gezi dong Yuandai jiaocang yizhi 鸽子洞元代窖藏遗址
- Laoyangpo yizhi 老阳坡遗址
- Shizixie xilou 十字街戏楼
- Sidaogou „renquan“ yizhi 四道沟“人圈”遗址
- Mulan weichang 木兰围场

#### Chengde
- Yangquan xinggong 汤泉行宫
- Baihenan yizhi 白河南遗址
- Tuchengzi yizhi 土城子遗址
- Ziu linzi gumu 梓木林子古墓
- Chagoumen yizhi 岔沟门遗址
- Dongliang dadi yizhi 东粱大地遗址
- Baihekou yizhi 白河口遗址
- Jin cheng xian ri wei tielu diaobao qun 锦承线日伪铁路碉堡群

#### Fengning
- Fengshan xilou 凤山戏楼
- Sijiao chengzhi 四角城址
- Fengning Guandi miao 丰宁关帝庙
- Xiaobazi Zhang cheng chengzhi 小坝子障城城址
- Erdaohezi „renquan“ yizhi 二道河子“人圈”遗址

#### Kuancheng
- Huangya si taqun 黄崖寺塔群

#### Weichang
- Banjie ta 半截塔
- Chengzi gucheng 城子古城
- Daiyin chengzhi 岱尹城址
- Banjie ta cun gucheng 半截塔村古城
- Chaoxian yuan 超仙院
- Beiliang yizhi 北梁遗址
- Xiao zhui zi shan gu cheng zhi 小锥子山古城址
- Haisuwan yizhi 海苏湾遗址
- Xinyingzi cun Beiliang yizhi 新营子村北梁遗址
- Panjiadian yanhua 潘家店岩画
- Mulan weichang 木兰围场

### Cangzhou

#### Xinhua
- Cangzhou Daishi jiazu mudi 沧州戴氏家族墓地

#### Yunhe
- Qingzhen Beida si 清真北大寺
- Zhengtaicha zhuang 正泰茶庄
- Cangzhou wenmiao 沧州文庙
- Liu Dao mu 刘焘墓

#### Botou
- Moschee zu Botou[4]

#### Renqiu
- Sanluzhuang yizhi 三各庄遗址
- Yaba zhuang yizhi 哑叭庄遗址

#### Huanghua
- Fudi chengzhi 郛堤城址
- Jiucheng guchengzhi 旧城古城址

#### Hejian
- Bai Qiu'en shoushushi jiuhi 白求恩手术室旧址 (Henry Norman Bethune)
- Liu Wansu mu 刘完素墓
- Zuo Jingzu mu 左敬祖墓
- Guangming xiyuan 光明戏院
- Mao gong mu 毛公墓
- Feng Guozhang guju 冯国璋故居

#### Xian
- Dan qiao 单桥[2]
- Niuluan mubei 牛鸾墓碑
- Xian xian Hanmu qun 献县汉墓群[1]
- Qi Jiguang mu 戚继光墓
- Zhangzhuang tianzhu jiaotang 张庄天主教堂
- Lecheng yizhi 乐城遗址

#### Wuqiao
- Shiniu 石牛
- Lanyang shuyuan 澜阳书院
- Sun Fuyou guju 孙福友故居

#### Cang
- Dengying qiao 登瀛桥
- Cangzhou tieshizi 沧州铁狮子[3]
- Cangzhou jiucheng 沧州旧城
- Qian gao long hua gu mu 前高龙华古墓（传袁绍墓）
- Liu shifu mudi 刘师傅墓地
- Jiedi fenhongzha sheshi 捷地分洪闸设施
- Hai matou shi pusa 海码头石菩萨

#### Dongguang
- Hegou yizhi 河沟遗址
- Ma Zhiyuan mu 马致远墓
- Liu miu wang mudi 刘谬王墓地

#### Suning
- Wuyuan chengzhi 武垣城址

#### Nanpi
- Shijingang 石金刚
- Yi Jipu mu 尹吉甫墓

#### Yanshan
- Qingyun taishan xinggong 庆云泰山行宫
- Qingyun wenmiao dacheng dian 庆云文庙大成殿
- Qingyun jianyu jiuzhi 庆云监狱旧址
- Qingyuan xianyashu er tang 庆云县衙署二堂
- Yanshan Wumiao dadian 盐山武庙大殿

#### Qing
- Machang paotai 马厂炮台
- Qingxian tielu jishui suo 青县铁路给水所

#### Haixing
- Liu Yang mu 刘阳墓
- Haixing zhiyan yizhi 海兴制盐遗址

#### Mengcun
- Wang Ao mu 王翱墓

#### Lingang
- Wuditai yizhi 武帝台遗址

### Lángfāng

#### Anci
- Huilongting bei 回龙亭碑
- Longfu si Changming denglou 隆福寺长明灯楼
- Qiannan zhuang Tuoluoni jingchuang 前南庄陀罗尼经幢

#### Bazhou
- Longquan si dadian 龙泉寺大殿
- Shengfang Zhangjia dayuan 胜芳张家大院
- Shengfang Wangjia dayuan 胜芳王家大院

#### Sanhe
- Linju gucheng chengzhi 临泃故城城址
- Menggezhuang-Stätte
- Xixiaowang-Stätte
- Lingshan-Pagode
- Liubaita-Stätte

#### Yongqing
- Shita 石塔

#### Gu’an
- Wanglong cun tuoluoni jingchuang 王龙村陀罗尼经幢

#### Wen’an
- Tangwang fen 唐王坟
- Zhangrenxian shendaobei 张仁宪神道碑
- Xiaowangdong yizhi 小王东遗址

#### Dacheng
- Longzhong 龙冢
- Qigeta Hanmu 齐圪挞汉墓
- Guodicun muqun 郭底村墓群
- Changcheng di 长城堤
- Li Song mu 李松墓

### Hengshui

#### Taocheng
- Anji-Brücke
- Baoyun ta 宝云塔[2]
- Kong Yingda mu 孔颖达墓
- Cai shi zhenjie paifang 蔡氏贞节牌坊

#### Jizhou
- Houzhong 后冢
- Xidi beishita 西堤北石塔（震雹塔）
- chengzhi 冀州城址
- Shuangzhong Hanmu 双冢汉墓
- Xi yuan tou Hanmu 西元头汉墓
- Changzhuang Hanmu 常庄汉墓
- Mengling Hanmu 孟岭汉墓
- Huizhuang hanmu 辉庄汉墓
- jiucheng jiequ 冀州旧城街区

#### Shenzhou
- Ma jun qi zao xiang bei 马君起造像碑
- Luanzhou yingli yi yicang 深州盈利亿义仓
- Da ping ying Hanmu 大冯营汉墓（传李左车墓）
- Da de chang qian zhuang 大德昌钱庄

#### Zaoqiang
- Dong Zhongshu shixiang 董仲舒石像 (Dong Zhongshu)

#### Wuyi
- Doushi qingshan (mu) 窦氏青山（墓）
- Zhongjiao Hanmu 中角汉墓

#### Wuqiang
- Huayuan yizhi 花园遗址
- Kuishuidi yizhi 溃水堤遗址

#### Raoyang
- Shiba mu zhong 十八亩冢
- Lu Ye, Lu Sheng mu 路晔、路升墓

#### Anping
- Anping bihua mu 安平壁画墓[4]
- Xizhaizi gumu 西寨子古墓
- Shenggu miao yizhi 圣姑庙遗址
- Donghuangcheng muqun 东黄城墓群

#### Gucheng
- Qinglin sita 庆林寺塔[2]
- Ershili zhuang jiaotang 十二里庄教堂

#### Jing
- Jingxian shelita 景县舍利塔[1]
- Gaoshi muqun 高氏墓群[4]
- Fengshi muqun 封氏墓群[3]
- Zhou Yafu mu 周亚夫墓

#### Fucheng
- Fucheng wenmiao Dacheng dian 阜城文庙大成殿